# Nazewnictwo kamieni szlachetnych i ozdobnych

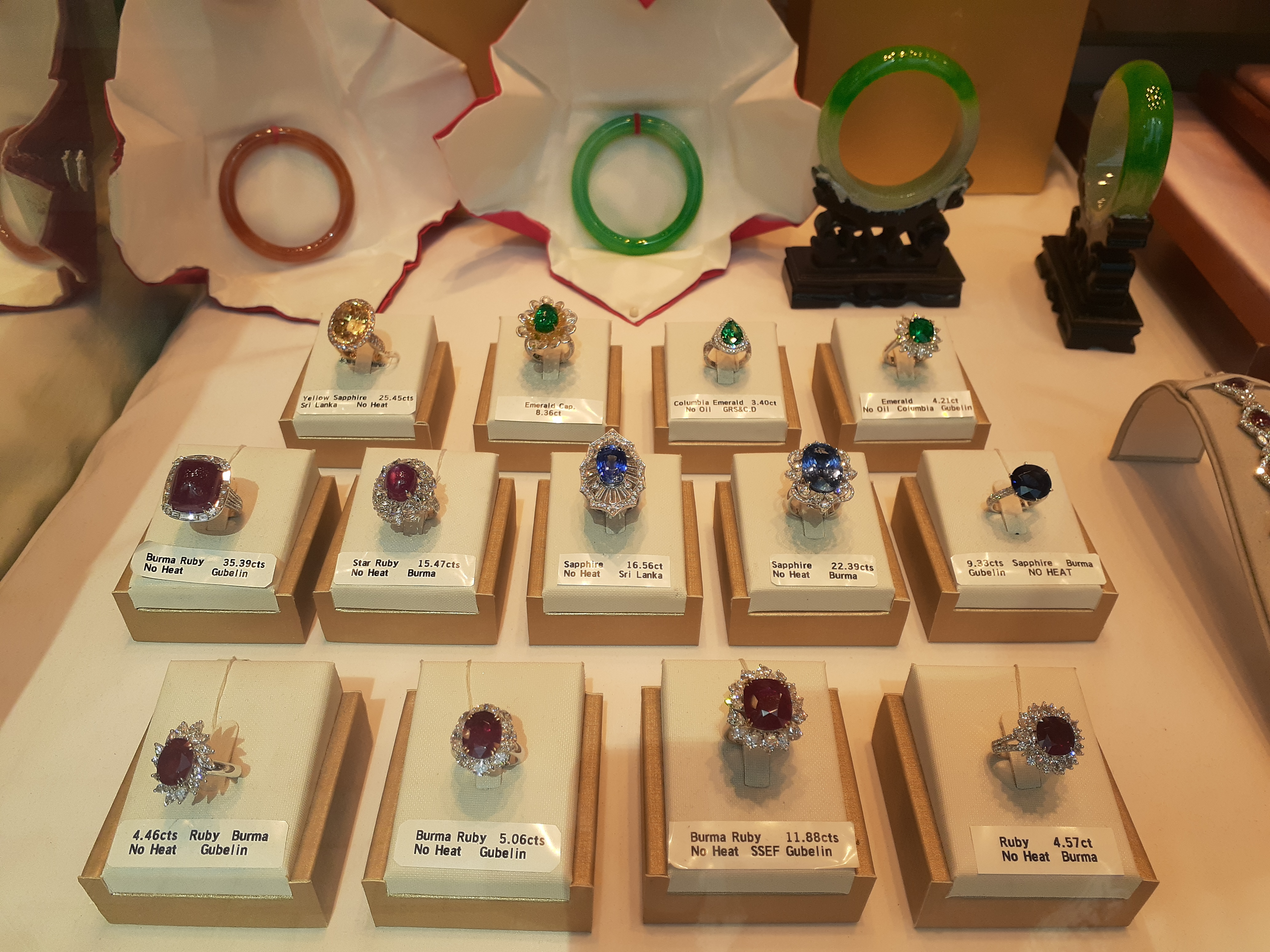
Opisy pierścionków z kamieniami szlachetnymi – została podana nazwa kamienia, wielkość w karatach, pochodzenie geograficzne i ewentualne zabiegi upiększające, którym został poddany

Nazewnictwo kamieni szlachetnych i ozdobnych
Ustalenie jednoznacznych pojęć, nazw i określeń kamieni szlachetnych i ozdobnych należy do zadań gemmologii.

W przypadku metrologicznej oceny kamieni poprawne nazewnictwo ma szczególne znaczenie użytkowe:
- jest podstawą właściwej klasyfikacji kamieni,
- eliminuje istniejące niejednoznaczności zakresu pojęciowego nazw,
- stwarza możliwość rozróżnień między kamieniami naturalnymi, kamieniami syntetycznymi, imitacjami, rekonstrukcjami itp.
- poprawne i jednoznaczne nazewnictwo przeciwdziała pomyłkom nawet niezamierzonym

Do dziś nie ustalono jeszcze kryteriów obowiązujących norm międzynarodowych nazewnictwa kamieni. Przyczyną są:
- duża różnorodność kamieni i tworzyw zaliczanych do surowców gemmologicznych,
- przesłanki historyczne, zwyczajowe, upodobania odkrywców, względy komercyjne.

Ponieważ w handlu kamieniami szlachetnymi ryzyko nieuczciwości handlowej jest bardzo duże Komitet do spraw Warunków Dostaw i Zabezpieczenia Jakości przy Niemieckim Komitecie Normalizacyjnym  wydał „Wytyczne dotyczące kamieni szlachetnych, ozdobnych, pereł i korali” (RAL 560 A5 w 1963 r. i RAL 560 A5E w 1970 r.) wymierzone w nieuczciwą konkurencję.

W dokumentach zdefiniowano pojęcia: kamienie szlachetne, kamienie ozdobne, kamienie jubilerskie, kamienie naturalne, kamienie syntetyczne, dublety, perła, perły hodowane, perły hodowane łuskowe i czarne, korale, imitacje i wyroby dekoracyjne (fantazyjne)
Na forum międzynarodowym dopuszczalne nazwy oficjalne i handlowe kamieni szlachetnych są regulowane przez  Międzynarodowe Zrzeszenie Biżuterii, Wyrobów, Ozdób, Diamentów, Pereł i Kamieni, w skrócie CIBJO.
Stosowanie nazw i określeń kamieni ograniczają ustalenia międzynarodowe, i tak:
- nazwy kamieni szlachetnych i ozdobnych należy stosować w pełnym brzmieniu bez skrótów;
- nazwy używane w obrocie handlowym powinny odpowiadać nazwom naukowym odpowiednich minerałów lub substancji pochodzenia organicznego (dotyczy to też kamieni nowo wprowadzanych na rynek);
- nie dopuszcza się stosowania tej samej nazwy do określania więcej niż jednego rodzaju kamienia; *nazwy kamieni syntetycznych, imitacji, wyrobów dekoracyjnych powinny być podawane w niedwuznacznej formie;
- nie dopuszcza się stosowania nazw firm, które mogą być mylone z nazwą miejscowości; dotyczy to również pereł
- nie dopuszcza się  też stosowania i łączenia dwóch nazw kamieni do określania nazwy innego kamienia;
- nazwa kamienia szlachetnego lub ozdobnego użyta bez dodatkowych określeń wskazuje na kamień naturalny;
- nie należy stosować określenia „kamień półszlachetny”, ponieważ jest ono ogólne i może być podstawą do znacznych dowolności interpretacyjnych;
- kamienie o sztucznie zmienionej barwie (podgrzewanie lub naświetlanie) należy określać właściwą im nazwą mineralogiczną w przypadku, gdy barwa jest porównywalna z barwą odmiany;
- kamienie o barwie zmienionej (chemicznie, termicznie) należy określać właściwymi nazwami mineralogicznymi z dopiskiem „barwiony”. Wyjątkiem są: onyks, agat, sardonyks, karneol, które określa się tylko nazwami właściwymi;
- dla diamentów (brylantów), których barwę zmieniono przez naświetlanie lub napromieniowanie należy stosować określenia „barwa zmieniona przez sztuczne zabiegi”